# Zellig Harris
Zellig Sabbetai Harris (Balta (Oekraïne) 23 oktober 1909 – New York, 22 mei 1992) was een Amerikaans structuralistisch en mathematisch taalkundige.

## Loopbaan
Harris werd geboren in Oekraïne, destijds onderdeel van het Russische Rijk, maar emigreerde in 1913 met zijn ouders naar Philadelphia, waar hij studeerde en later doceerde aan de Universiteit van Pennsylvania. Hij begon zijn taalkundige carrière als semitist, en schreef ook over het Oegaritisch en het Fenicisch. In Pennsylvania werd, mede door zijn invloed, een van de eerste Amerikaanse taalkundefaculteiten gevestigd.
De algemeen-taalkundige activiteiten van Harris borduurden voort op de structuralistische taalkunde. Hij keerde zich echter af van de analyse van betekenis (de semantiek) ten gunste van "distributionalisme": niet de betekenis van woorden was van primair belang voor de taalstudie, maar de wijze waarop die woorden over een verzameling teksten waren verdeeld ( gedistribueerd). Ditzelfde gold naar zijn opvatting voor de morfologie; in de jaren veertig ontwikkelde hij een theorie waarin allomorfen een belangrijke rol speelden, maar die theorie heeft later veel kritiek gekregen.
Ook op het terrein van de computerlinguïstiek was hij actief, en hij verrichtte pionierswerk bij het geautomatiseerd toekennen van woordsoort-labels aan woorden in zinsverband. 
Als zijn bekendste student geldt Noam Chomsky. Die volgde in de jaren vijftig een serie colleges bij Harris, waarin het concept van transformaties ter sprake kwam; er bestonden regelmatige verbanden tussen verschillende zinstypen, zoals de bedrijvende en de lijdende vorm. Dit onderwerp werkte Chomsky later op geheel eigen wijze uit.
Harris' bekendste werk is Methods in Structural Linguistics (1951; herhaaldelijk herdrukt, later  als Structural Linguistics). Hij schreef ook over anarchisme.